# Delta Burke
Delta Burke est une actrice américaine née le 30 juillet 1956 à Orlando en Floride.

## Filmographie

### Cinéma
- 1996 : Le Berceau de la vengeance : Tracy Horton
- 2000 : Sordid Lives
- 2000 : Ce que veulent les femmes : Eve
- 2002 : Hansel et Gretel : la belle-mère
- 2003 : Mon chien, ce héros : Barbara Ann

### Télévision
- 1978 : Zuma Beach : Terri
- 1979 : The Seekers : Elizabeth Fletcher Kent (2 épisodes)
- 1980 : The Chisholms : Bonnie Sue Chisholm (9 épisodes)
- 1980 : The Misadventures of Sheriff Lobo : Diane Stone (1 épisode)
- 1981 : L'Homme à l'orchidée : Jean Wellmann (1 épisode)
- 1982 : L'Homme qui tombe à pic : Bryna (1 épisode)
- 1982-1983 : Filthy Rich : Kathleen Beck (15 épisodes)
- 1983 : L'Île fantastique : Gloria Ransom (1 épisode)
- 1983 : Les Enquêtes de Remington Steele : Nancy Stinson Dannon (1 épisode)
- 1983 : Johnny Blue : Joanne Kruger
- 1983-1984 : La croisière s'amuse : Gloria, Andrea Sheppard et Lydia Harris (3 épisodes)
- 1984 : Automan : Rachel Innis (1 épisode)
- 1984 : Lottery! (1 épisode)
- 1984 : Mike Hammer : Linda Sloane (1 épisode)
- 1984 : Hooker : Diana Polnoi (1 épisode)
- 1984-1987 : 1st & Ten : Diane Barrow (28 épisodes)
- 1985 : Madame est servie : Diane Wilmington (1 épisode)
- 1986 : Hôtel : Sherry (1 épisode)
- 1986-1991 : Femmes d'affaires et Dames de cœur : Suzanne Sugarbaker (118 épisodes)
- 1987 : Simon et Simon : Christy Keating (1 épisode)
- 1992-1993 : Delta : Delta Bishop (17 épisodes)
- 1994 : Diagnostic : Meurtre : Sœur Michael et Maggie Donovan (1 épisode)
- 1995 : Women of the House : Suzanne Sugarbaker (12 épisodes)
- 1996 : Lois et Clark : Myrtle Beech (1 épisode)
- 1996 : En souvenir de Caroline : Debra
- 1996-2001 : Les Anges du bonheur : Diana Winslow et Julia Fitzgerald (3 épisodes)
- 1999-2001 : Popular : Cherry Cherry (6 épisodes)
- 2000-2001 : DAG : Judith Whitman (17 épisodes)
- 2001 : Tout pour mon fils : Sally Cambridge
- 2002 : Associées pour la loi : Marcie Dell (1 épisode)
- 2003 : Prise au piège : Laura Bancroft (1 épisode)
- 2006-2007 : Boston Justice : Bella Horowitz (5 épisodes)
- 2008 : Mariée à tout prix : Dahlia Marchand
- 2009 : Drop Dead Diva : Tessa Wells (1 épisode)

## Voix françaises
- Frédérique Cantrel dans :
  - Boston Justice : Bella Horowitz (2006-2007)
  - Dolly Parton's Heartstrings : Ellie Holder (2019)

- Véronique Augereau dans Popular : Cherry Cherry (1999-2001)
- Brigitte Aubry dans Mariée à tout prix : Dahlia Marchand (2008)